# Periglacial
En la geomorfologia, el terme periglacial es refereix a processos geomòrfics creats pel congelament d'aigua en gel i a les àrees on aquests processos operen. El sentit original, ja obsolet, de la paraula periglacial es restringia a àrees i processos que ocorrien en les zones limítrofes a glaceres. Actualment el terme periglacial s'utilitza per a associar unes certes geoformes al congelament d'aigua o a un règim de clima fred, encara que moltes geoformes adscrites al periglaciarisme s'ha demostrat que existeixen en llocs on l'aigua no es congela, i el rol del gel a produir unes certes formes en llocs freds també s'ha posat en dubte. S'estima que aproximadament un quart de la superfície sobre el nivell de la mar de la Terra presenta condicions periglacials.

## El sistema periglacial
El sistema morfoclimàtic periglacial apareix en zones pròximes a les glaceres, bé siguin glacials de vall o glaceres continentals Les zones on es produeixen els processos periglacials envolten a les que corresponen al sistema morfoclimàtic glacial. També apareix periglaciarisme en algunes serralades en les quals no es donen condicions suficients per al desenvolupament de glaceres.
Els climes que determinen aquest domini són el continental subàrtic, el polar de tundra i el d'alta muntanya. Els processos i agents que intervenen en el modelatge periglacial són el gel, la formació de morrenes i altres depósitosglacials (esker, kame, etc.) els processos pluviotorrencials i els fenòmens de vessant.

## Procesos i agents
Encara que no amb tanta exclusivitat com en sistemes glacials, el gel continua sent l'agent més important del modelatge en el sistema periglacial. Aquest agent és el responsable de la gelifracció, el fenomen més rellevant d'aquest sistema.
Aquest tipus de modelatge periglacial sorgeix a conseqüència del gel que es forma a l'interior de les esquerdes rocoses en els vessants de les muntanyes, que produeixen l'augment de volum, la descamació i la posterior disgregació de la roca. Els fragments generats cauen i s'acumulen a la vora de les muntanyes en les acumulacions anomenades pedreres o pedroses, que se solen denominar canchals si es tracta de fragments angulosos.
Els processos pluviotorrencials produïts per l'aigua d'arroyada, procedent de la fusió del gel i de les precipitacions, modelen els pendents. Els fenòmens de vessant són un conjunt de mecanismes que ocorren en els vessants de les muntanyes com a resultat del procés de meteorització i l'efecte de la força de la gravetat, que provoquen el moviment de materials a zones més baixes.
En el sistema periglacial són importants tres fenòmens de vessant: les bugades de fang, que consisteixen en el desplaçament de material argilenc que es produeix en xopar-se el sòl; la reptació, moviment lent dels materials del sòl a favor del pendent; i la solifluxió, petits fluxos de sòl que es produeixen quan aquest s'entolla en l'època del desglaç.

## Formes del relleu periglacial
En aquest domini són típiques les següents formes de relleu:
En zones de pendent es poden formar terracilles (sistemes de graons), canchals, glaceres rocoses (acumulació de derrubis amb fang o amb gel), etc. En zones horitzontals es formen tascons de pedra (esquerdes inicialment cobertes de gel que en descongelar-se són ocupades per fragments de roca i argila), sòls poligonals (superfícies esquerdades amb fragments de roques que adquireixen formes de polígons) i gespa encoixinada (estructures amb forma de monticles coberts d'herba o molsa). A causa de les baixes temperatures, en el sòl es pot distingir una part superior, anomenada mol·lisol, que es gela i descongela en funció de la temperatura, i una part inferior, denominada permafrost, que es manté gelada tot l'any.